# 카르데슈 초주클라르
《카르데슈 초주클라르》(튀르키예어: Kardeş Çocukları)는 2019년 방영된 터키의 텔레비전 드라마이다.